# Pál Kovács
Pál Kovács (en hongarès: Kovács Pál) (Debrecen, Hajdú-Bihar, Imperi Austrohongarès, 17 de juliol de 1912 - Budapest, 8 de juliol de 1995) fou un tirador d'esgrima hongarès, guanyador de set medalles olímpiques. Fou el pare dels, també, tiradors d'esgrima Attila i Tamás Kovács.

## Carrera esportiva
Va participar, als 24 anys, en els Jocs Olímpics d'Estiu de 1936 realitzats a Berlín (Alemanya nazi), on va aconseguir guanyar la medalla d'or en la prova per equips de sabre. En els Jocs Olímpics d'Estiu de 1948 celebrats a Londres (Regne Unit) aconseguí revalidar el seu títol olímpic per equips, guanyant així mateix una medalla de bronze en la prova individual. En els Jocs Olímpics d'Estiu de 1952 realitzats a Hèlsinki (Finlàndia) tornà a guanyar la medalla d'or en la prova per equips, així com aquest metall en la prova individual. En els Jocs Olímpics d'Estiu de 1956 realitzats a Melbourne (Austràlia) no pogué revalidar el seu títol individual, on finalitzà sisè, però sí el seu títol per equips, aconseguint, així, la seva quarta victòria en aquesta prova. En els Jocs Olímpics d'Estiu de 1960 realitzats a Roma (Itàlia), la seva última participació olímpica, aconseguí guanyar una nova medalla d'or en la prova per equips, el seu cinquè títol consecutiu.
Al llarg de la seva carrera guanyà dotze medalles en el Campionat del Món d'esgrima, deu d'or i dues de plata, entre les edicions del 1933 i 1958.